# Le Cheval évanoui
Le Cheval évanoui est une pièce de théâtre de Françoise Sagan, créée sur la scène du Théâtre du Gymnase en 1966.

## Théâtre du Gymnase
- Mise en scène : Jacques Charon
- Décors : Pierre Simonini
- Personnages et interprètes :
  - Coralie : Nicole Courcel
  - Henry James Chesterfield : Jacques François
  - Hubert Darsay : Victor Lanoux
  - Felicity Chesterfield : Hélène Duc
  - Priscilla : Corinne Lahaye
  - Bertram : Claude Brécourt
  - Humphrey : Dominique Boistel
  - Soames : Marcel Journet

## Publication
Le texte de la pièce a été publié par les éditions Julliard et par L'Avant-scène théâtre (no 382)